# Historia de Italia desde 1946
La historia de Italia desde 1946 es el período de la historia del país europeo que se extiende desde la fundación del régimen republicano el 2 de junio de 1946, fecha en que un referéndum popular abolió la monarquía italiana. Una nueva constitución fue escrita para la nueva República Italiana, que entró en vigor el 1 de enero de 1948 y está en vigencia hasta la actualidad, por la cual se declara que Italia es una «república democrática fundada en el trabajo»
Tras la Segunda Guerra Mundial y el derrocamiento del régimen fascista de Mussolini, Italia estuvo dominada por el partido Democracia Cristiana (Democrazia Cristiana, DC) por 50 años; mientras que la oposición fue liderada por el Partido Comunista Italiano (PCI). Este escenario prevaleció hasta la crisis de la Unión Soviética y el escándalo de Tangentopoli que llevó a la reforma del sistema electoral y a la reestructuración del sistema político italiano, incluyendo la disolución de la mayor parte de sus partidos políticos tradicionales.
En 1994, en medio de la operación mani pulite, el magnate de los medios Silvio Berlusconi, propietario de tres canales de televisión privados, ganó las elecciones y se convirtió en una de las figuras políticas y económicas más importantes de Italia durante la siguiente década. Luego de varios gobiernos no consecutivos, en noviembre de 2011, Berlusconi perdió su mayoría en la Cámara de Diputados y renunció. Su sucesor, Mario Monti, formó un nuevo gobierno, compuesto por técnicos y apoyado tanto por la centroizquierda como por la centroderecha.

## Nacimiento de la República Italiana
En las fases finales de la Segunda Guerra Mundial, el desacreditado rey Víctor Manuel III trató de realzar el alicaído prestigio de la monarquía debido a su apoyo a la régimen fascista de Benito Mussolini; para ello, en 1944, designó a su hijo y heredero Humberto II como "lugarteniente general del reino" y prometió que, después del final de la guerra, el pueblo italiano podría escoger su forma de gobierno por medio de un referéndum. En abril de 1945, los Aliados, con apoyo de la Resistencia italiana, avanzaron hacia la llanura padana y pusieron fin a la República de Saló, un Estado títere instituido por la Alemania nazi.
Italia fue tratada como una potencia derrotada y fue privada de todas sus posesiones coloniales, con excepción de Somalia. Así, perdió Dalmacia, Istria, Fiume y las islas en el Adriático en favor de Yugoslavia. Se le permitió mantener Tirol del sur, pero perdió algunos territorios alpinos en favor de Francia. La dimensión de las Fuerzas Armadas de Italia fue limitada y el gobierno italiano fue obligado a pagar reparaciones de guerra, sobre todo, a Grecia, Yugoslavia y la Unión Soviética.
El 2 de junio de 1946 tuvo lugar un referéndum para decidir el destino de la monarquía, desacreditada por su asociación con el fascismo, y el sistema de gobierno a ser empleado. Esta votación mostró la gran división entre el norte de Italia, donde ganó la república con una amplia mayoría, y el sur, donde ganaron los monárquicos. Finalmente, el voto popular optó por la abolición de la monarquía, el establecimiento de una república y de una asamblea constituyente encargada de la redacción de una constitución. Esta constitución, adoptada en diciembre de 1947 y promulgada en enero de 1948, instauró un nuevo gobierno responsable ante un Parlamento elegido democráticamente, el cual consistía de una Cámara de Diputados y de un Senado. El presidente de la república, elegido por el Parlamento, se convirtió en un cargo simbólico como jefe de Estado, cuya principal función era la nominación del primer ministro.

## Elecciones después de la Segunda Guerra Mundial (1946-1948)
En 1946, los principales partidos políticos en Italia eran la Democracia Cristiana (DC), el Partido Socialista Italiano (PSI) y el Partido Comunista Italiano (PCI). Cada partido tuvo candidatos separados en las elecciones generales de Italia de 1946 y los demócratas cristianos ganaron la mayoría de los votos. El PSI y el PCI recibieron algunos cargos ministeriales en el gabinete de coalición encabezado por los demócratas cristianos. El líder del PCI Palmiro Togliatti fue nombrado ministro de Justicia; sin embargo, cuando en Francia Maurice Thorez y otros cuatro ministros comunistas fueron forzados a abandonar el gobierno de Paul Ramadier durante la crisis de mayo de 1947, tanto los comunistas como los socialistas italianos fueron excluidos del gobierno ese mismo mes, debido a presiones del presidente de Estados Unidos Harry Truman.
Dado que el PSI y el PCI en conjunto recibieron más votos que los demócratas cristianos, decidieron unirse en 1948 para formar el Frente Democrático Popular (FDP). Las elecciones generales de 1948 estuvieron muy influenciadas por la Guerra Fría que estaba teniendo lugar entre la Unión Soviética y Estados Unidos. Después del golpe de Estado comunista de febrero de 1948 en Checoslovaquia, Estados Unidos se alarmó por las intenciones soviéticas y temió que el PCI, financiado por la Unión Soviética, llevara a Italia a la esfera de influencia soviética si la coalición de izquierda ganaba las elecciones. En respuesta, en marzo de 1948, el Consejo de Seguridad Nacional de los Estados Unidos emitió su primer documento con recomendaciones para evitar tal resultado, las cuales fueron amplia y enérgicamente implementadas. Diez millones de cartas fueron enviadas mayormente por ítalo-americanos instando a los italianos a que no votaran por los comunistas. Varias agencias estadounidenses realizaron varias emisiones propagandísticas en radios de onda corta y financiaron la publicación de libros y artículos que advertían a los italianos de las consecuencias percibidas de una victoria comunista. Asimismo, la CIA financió a partidos políticos de centro izquierda y fue acusada de publicar cartas falsificadas con el fin de desacreditar a los líderes del PCI. El propio Partido Comunista Italiano fue acusado de ser financiado por Moscú y el Kominform, en particular, a través de ofertas de exportación a países comunistas.
Los temores en el electorado italiano de una posible toma de posesión comunista demostró ser crucial para el resultado electoral el 18 de abril: la Democracia Cristiana, bajo el liderazgo indiscutible de Alcide De Gasperi obtuvo una resonante victoria con el 48 por ciento de los votos (su mejor resultado no repetido desde entonces); mientras que el FDP solo recibió el 31 % de los votos. El Partido Comunista superó ampliamente a los socialistas en la distribución de escaños en el Parlamento y ganó una sólida posición como el principal partido de oposición en Italia, aunque nunca volvería al gobierno. Durante casi cuatro décadas, las elecciones italianas fueron ganadas sucesivamente por la centrista Democrazia Cristiana (DC).

## Italia tras la fundación de la Unión Europea (1951) hasta la actualidad

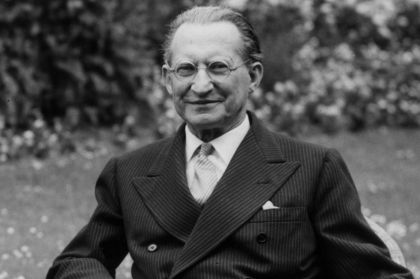
Alcide de Gasperi, uno de los padres fundadores de la Unión Europea.

La Italia de la posguerra fue junto al Benelux, Francia y Alemania Occidental una de las naciones fundadoras de la Comunidad Europea en 1951. 

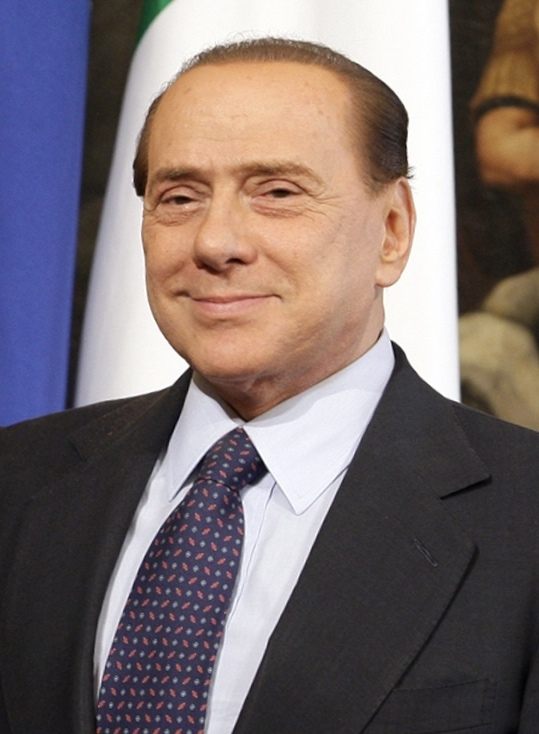
Silvio Berlusconi.

En los años 70 Italia vivió inmersa en una crisis con gobiernos transitorios y terrorismo. Esta Italia turbulenta dio pie al gobierno de Berlusconi, empresario de carrera, Presidente del Consejo de Ministros de Italia en tres ocasiones (1994-1995, 2001-2006 y 2008-2011) y en 2013 condenado por fraude fiscal a prisión.
Italia fue el primer país miembro de la Unión Europea con un gobierno euroescéptico con Giuseppe Conte como primer ministro.